# Graf transponowany
Graf transponowany – graf skierowany z odwróconymi krawędziami.
Powstaje przez zmianę kierunku wszystkich krawędzi. Przykładowo krawędź 1 → 2, w grafie transponowanym zostanie zamieniona na krawędź 2 → 1.
Nazwa wywodzi się stąd, że macierz sąsiedztwa dla grafu {\displaystyle G^{T}} transponowanego jest transponowaną macierzą sąsiedztwa grafu wyjściowego {\displaystyle G.}

## Ścisła definicja
Niech {\displaystyle G=(V,E)} będzie grafem skierowanym. Graf {\displaystyle G^{T}=(V,E^{T}),} gdzie {\displaystyle (x,y)\in E^{T}\Leftrightarrow (y,x)\in E} nazywamy grafem transponowanym grafu {\displaystyle G.}